# Mikkel Bødker
Mikkel Bødker (* 16. prosince 1989, Brøndby, Dánsko) je dánský hokejový křídelní útočník momentálně hrající v týmu HV71 v nejvyšší švédské hokejové soutěži (SHL)

## Kariéra
Bødker byl hokejově vychováván v mládežnických celcích v dánského klubu Rødovre Mighty Bulls. Ve svých 15 letech se přestěhoval do Švédska, kde začal nastupovat za tým Frölunda Indians, za který nastoupil v sezóně 2006–07 ve dvou zápasech Elitserien. Po sezóně byl vybrán Kitchenerem Rangers v Import draftu CHL a k Rangers se pro sezónu 2007–08 také připojil. Jeho první sezóna v OHL byla úspěšná, když vstřelil 29 gólů a připsal si 44 asistencí. V playoff se mu dařilo ještě více, když si připsal 35 bodů ve 20 zápasech a s Kitchenerem vyhráli J. Ross Robertson Cup pro mistra ligy OHL. V Memorial Cupu byli poraženi ve finále týmem Spokane Chiefs. V roce 2008 byl vybrán už na 8. místě vstupního draftu NHL týmem Phoenix Coyotes a hned v sezóně 2008–09 nastupoval v NHL za Coyotes. Svůj první gól v NHL vstřelil 12. října 2008 brankáři Jeanu-Sébastienu Giguèrovi z Anaheimu Ducks a později v ročníku se zúčastnil zápasu hvězdných nováčků NHL YoungStars Game v Montrealu. Bødker byl přirovnáván k Henriku Zetterbergovi a nebo Mariánu Gáboríkovi.
V NHL odehrál celkem 13 sezón, většinu v dresu Coyotes. Kromě Arizony hrál také část sezóny 2015–16 za Colorado Avalanche, následující dva ročníky za San Jose Sharks a sezóny 2018–19 a 2019–20 nastupoval za Ottawa Senators. V květnu 2020 podepsal dvouletou smlouvu s HC Lugano ve švýcarské nejvyšší lize.

### Reprezentační kariéra
Bødkerův starší bratr Mads je bývalým hokejovým obráncem, který mezi lety 2006–2011 hrál za Rögle BK v druhé švédské nejvyšší lize HockeyAllsvenskan a byl pravidelným členem sestavy dánského národního týmu. Oba bratři spolu hráli už v reprezentaci do 20 let na MS juniorů 2007 (Divize I.) a pomohly týmu postoupit do elitní skupiny MS juniorů. A ačkoliv hrál Mikkel Bødker se soupeři až o dva roky staršími, tak si vedl dobře a vsítil jeden gól v pěti zápasech. Po roce hrál na MS juniorů 2008, kde byl druhý v kanadském bodování za Larsem Edlerem. Za seniorskou reprezentaci poprvé nastoupil na Mistrovství světa v roce 2009. Dánsko také reprezentoval na MS 2011, 2013, 2014 a 2019.

## Úspěchy

### Individuální úspěchy
- 1. All-Rookie Team OHL – 2007–08
- NHL YoungStars Game – 2009

### Kolektivní úspěchy
- Stříbrná medaile na MS 18' (D1) – 2006
- Stříbrná medaile na MSJ (D1) – 2006
- Člen mistrů juniorské SuperElit – 2006–07
- Zlatá medaile na MS 18' (D1) – 2007
- Zlatá medaile na MSJ (D1) – 2007
- J. Ross Robertson Cup – 2007–08

## Klubové statistiky
| Sezona      | Klub                | Soutěž      | Základní část | Základní část | Základní část | Základní část | Základní část | Play off | Play off | Play off | Play off | Play off |
| Sezona      | Klub                | Soutěž      | Z             | G             | A             | B             | TM            | Z        | G        | A        | B        | TM       |
| ----------- | ------------------- | ----------- | ------------- | ------------- | ------------- | ------------- | ------------- | -------- | -------- | -------- | -------- | -------- |
| 2005–06     | Frölunda Indians    | J20         | 37            | 9             | 8             | 17            | 22            | 2        | 1        | 2        | 3        | 0        |
| 2006–07     | Frölunda Indians    | J20         | 39            | 19            | 30            | 49            | 14            | 8        | 6        | 5        | 11       | 6        |
| 2006–07     | Frölunda Indians    | SEL         | 2             | 0             | 0             | 0             | 0             | —        | —        | —        | —        | —        |
| 2007–08     | Kitchener Rangers   | OHL         | 62            | 29            | 44            | 73            | 14            | 20       | 9        | 26       | 35       | 2        |
| 2008–09     | Phoenix Coyotes     | NHL         | 78            | 11            | 17            | 28            | 18            | —        | —        | —        | —        | —        |
| 2009–10     | Phoenix Coyotes     | NHL         | 14            | 1             | 2             | 3             | 0             | —        | —        | —        | —        | —        |
| 2009–10     | San Antonio Rampage | AHL         | 64            | 11            | 27            | 38            | 4             | —        | —        | —        | —        | —        |
| 2010–11     | San Antonio Rampage | AHL         | 36            | 12            | 22            | 34            | 8             | —        | —        | —        | —        | —        |
| 2010–11     | Phoenix Coyotes     | NHL         | 34            | 4             | 10            | 14            | 8             | 4        | 0        | 1        | 1        | 2        |
| 2011–12     | Phoenix Coyotes     | NHL         | 82            | 11            | 13            | 24            | 12            | 16       | 4        | 4        | 8        | 0        |
| 2012–13     | Lukko Rauma         | SM-liiga    | 29            | 21            | 12            | 33            | 10            | —        | —        | —        | —        | —        |
| 2012–13     | Phoenix Coyotes     | NHL         | 48            | 7             | 19            | 26            | 12            | —        | —        | —        | —        | —        |
| 2013–14     | Phoenix Coyotes     | NHL         | 82            | 19            | 32            | 51            | 20            | —        | —        | —        | —        | —        |
| 2014–15     | Arizona Coyotes     | NHL         | 45            | 14            | 14            | 28            | 6             | —        | —        | —        | —        | —        |
| 2015–16     | Arizona Coyotes     | NHL         | 62            | 13            | 26            | 39            | 10            | —        | —        | —        | —        | —        |
| 2015–16     | Colorado Avalanche  | NHL         | 18            | 4             | 8             | 12            | 2             | —        | —        | —        | —        | —        |
| 2016–17     | San Jose Sharks     | NHL         | 81            | 10            | 16            | 26            | 10            | 4        | 1        | 1        | 2        | 2        |
| 2017–18     | San Jose Sharks     | NHL         | 74            | 15            | 22            | 37            | 12            | 10       | 1        | 5        | 6        | 6        |
| 2018–19     | Ottawa Senators     | NHL         | 71            | 7             | 28            | 35            | 6             | —        | —        | —        | —        | —        |
| 2019–20     | Ottawa Senators     | NHL         | 20            | 2             | 2             | 4             | 0             | —        | —        | —        | —        | —        |
| 2020–21     | HC Lugano           | NLA         | 51            | 18            | 17            | 35            | 18            | 4        | 0        | 0        | 0        | 4        |
| 2021–22     | HC Lugano           | NLA         | 44            | 4             | 20            | 24            | 8             | —        | —        | —        | —        | —        |
| 2022–23     | HV71                | SHL         | 41            | 5             | 6             | 11            | 8             | —        | —        | —        | —        | —        |
| NHL celkově | NHL celkově         | NHL celkově | 709           | 118           | 209           | 327           | 116           | 34       | 6        | 11       | 17       | 10       |

### Reprezentační statistiky
| 2005                   | Dánsko 18'             | MS 18'                 | 6  | 1  | 1  | 2  | 6  |
| 2006                   | Dánsko 20'             | MSJ (D1)               | 5  | 1  | 3  | 4  | 2  |
| 2006                   | Dánsko 18'             | MS 18' (D1)            | 5  | 2  | 2  | 4  | 4  |
| 2007                   | Dánsko 20'             | MSJ (D1)               | 5  | 1  | 0  | 1  | 14 |
| 2007                   | Dánsko 18'             | MS 18' (D1)            | 5  | 4  | 7  | 11 | 4  |
| 2008                   | Dánsko 20'             | MSJ                    | 6  | 2  | 4  | 6  | 2  |
| 2009                   | Dánsko                 | MS                     | 6  | 3  | 1  | 4  | 4  |
| 2011                   | Dánsko                 | MS                     | 6  | 3  | 1  | 4  | 2  |
| 2013                   | Dánsko                 | MS                     | 7  | 0  | 3  | 3  | 0  |
| 2014                   | Dánsko                 | MS                     | 7  | 2  | 2  | 4  | 2  |
| 2016                   | Výběr Evropy           | SP                     | 2  | 0  | 0  | 0  | 0  |
| 2018                   | Dánsko                 | MS                     | 4  | 0  | 4  | 4  | 2  |
| 2019                   | Dánsko                 | MS                     | 7  | 1  | 4  | 5  | 2  |
| 2021                   | Dánsko                 | MS                     | 3  | 0  | 4  | 4  | 0  |
| 2022                   | Dánsko                 | ZOH                    | 5  | 1  | 1  | 2  | 0  |
| Juniorská reprezentace | Juniorská reprezentace | Juniorská reprezentace | 32 | 11 | 17 | 28 | 32 |
| Seniorská reprezentace | Seniorská reprezentace | Seniorská reprezentace | 47 | 10 | 20 | 30 | 12 |